# Marlene Streeruwitz
Marlene Streeruwitz, née à Baden (Autriche) le 28 juin 1950, est une écrivain, romancière, poétesse et nouvelliste autrichienne.

## Récompenses et distinctions
- 2001 : prix de la ville de Vienne de littérature
- 2002 : prix Walter-Hasenclever